# Pola de Laviana (Parroquia)
Pola de Laviana ist eine der acht Parroquias in der Gemeinde Laviana der autonomen Region Asturien in Spanien.

## Geographie

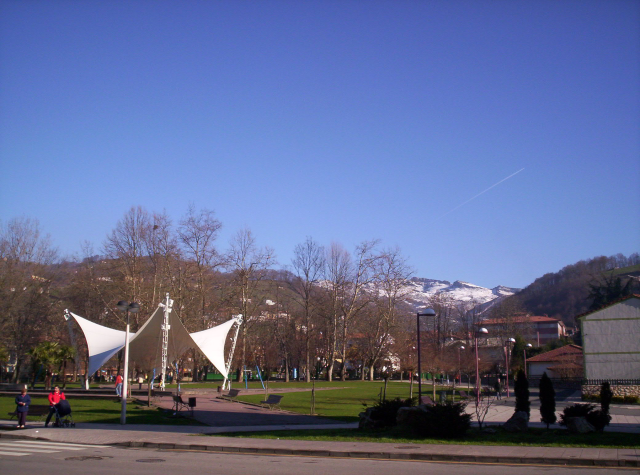
Der Park von Pola

Pola de Laviana ist ein Parroquia mit 9106 Einwohnern (2011) und einer Grundfläche von 9,8 km². Es liegt auf 265–300 msnm. Pola de Laviana ist der Hauptort der Gemeinde Laviana, und mit seinen 8880 Einwohnern (2011) der Hauptort der gleichnamigen Parroquia.

### Gewässer in der Parroquia
Durch das Parroquia fließt der Rio Nalon, zwei kleinere Nebenflüsse münden direkt in diesen.

### Berge
Der Peña Mea, 1560 msnm ist die größte Erhebung der Parroquia und der gesamten Gemeinde.

### Verkehrsanbindung
Nächster Flugplatz ist Oviedo.

## Wirtschaft
Seit alters her wird Kohle, Eisen und Kupfer abgebaut, heute baut noch die Tourismusindustrie daran auf.
Die Land- und Forstwirtschaft prägt seit alters her die Region.

## Klima
Angenehm milde Sommer mit ebenfalls milden, selten strengen Wintern. In den Hochlagen können die Winter durchaus streng werden.

## Sehenswürdigkeiten
- Pfarrkirche Nuestra Señora de la Asunción, 1895 im neugotischen Stil erbaut
- Kirche Nuestra Señora del Otero aus dem 15. Jahrhundert mit dem cruz latina
- Kapelle San José

## Dörfer und Weiler
- Pola de Laviana

- Las Portillas
- Quinta Norte
- Quinta Sur
- La Rasa
- La Rebollada
- Rebolloso
- Sertera
- Canto de Abajo
- Canto de Arriba
- La Carba
- Casapapio
- Castanal
- El Castrillon
- Felgueron
- Sospelaya – unbewohnt (2011) 43° 14′ 45″ N, 5° 33′ 25″ W
- Abajo Valdelasabejas
- Carba de las Llanas
- La Chalana – unbewohnt (2011)
- Horron de Arriba
- Llancuervo – 2 Einwohner (2011)
- El Lloson – 2 Einwohner (2011)
- Omedines – unbewohnt (2011)
- Las Llanas
- Lloreo
- Ortigosa
- Pielgos
- Piniella
- Otero Sur
- Pando
- El Robledal
- Solavelea – unbewohnt (2011)
- La Traviesa- unbewohnt (2011)
- Valdelasabejas-Arriba – unbewohnt (2011)
- Vallebregon
- Tirana